# Vene metacarpiene palmare
Venele metacarpiene palmare (sau venele metacarpiene volare) sunt venele drenează regiunea metacarpiană a palmei, drenându-se în cele din urmă în venele profunde ale brațului.